# Ђин Синг
Ђин Синг (хангул: 김성 упрошћ.кин.: 金星 пин'јин: Jīn Xīng) је кинеска балерина, играчица модерног плеса, глумица, водитељ, и власница модерне плесне трупе „Ђин Синг плесни театар” у Шангају. Рођена 13.08.1967. у граду Шенјанг, провинције Лиаонинг, Ђин је једна од првих трансродних жена које су добиле дозволу од кинеске владе да промене пол. Такође, она је једна од првих неколико транс жена које су званично признате од стране кинеске владе као жене.

## Биографија
Рођена у етнички корејској породици, своје основно образовање добија у локалној корејској школи. Одмалена показује таленат за математику, као и страст према плесу. Са девет година се придружила Шенјангшкој певачко-плесној војној трупи како би учила плес. Године 1984. дипломирала је на плесном одсеку „Академије уметности Народноослободилачке армије“. Године 1985. је била прва чланица прве групе кинеског плесног такмичења „Тао Ли куп“ (кинески: 桃李杯 пин'јин: táolǐ bēi). Креирала је оригинални мушки плес, и по први пут наступила у Француској. Године 1986. осваја друго место на државном такмичењу у плесу.
Године 1987. похађа смер модерног плеса плесне школе „Гуангџоу“ у циљу стицања вештина модерног плеса. Године 1988. добија стипендију „Фонадције за азијску културу Сједињених Америчких Држава“ и „Америчког плесног фестивала“ за студирање модерног плеса у Њујорку. Била је прва уметница са простора континенталне Кине која је добила стипендију Америчке академије уметности. Године 1989. Ђин Синг је одржала соло представу у Сеулу, Јужна Кореја.
Године 1994. Министарство културе Народне Републике Кине је ангажује да држи курсеве кореографије и модерног плеса на националном нивоу, а исте године има представу модерног плеса.
Године 1990. Ђин се венчава први пут, са својом тадашњом женом Кемболин у С. А. Д., а 10 година касније се разводи. У једном од својих интервјуа је изјавила да је њихов брак био лажан, склопњен само у сврху добијања зелене карте.
Рођена као мушкарац, Ђин Синг се није идентификовала са сопственим полом. Осећала се као жена и надала се да ће моћи и физички да постане жена. Приликом једног интервјуа је изјавила да би излазила на кишу, надајући се да ће јој муње променити пол.
Године 1995., са двадесет и осам година, Ђин пролази кроз операцију промене пола. Након њене операције, њен брак са Кемболин се наставио још 5 година све до развода 2000. године.
Године 1996. оснива Пекиншку трупу модерног плеса ( кинески: 北京现代舞团 пин'јин: Běijīng xiàndài wǔ tuán) у сарадњи са Пекиншким бироом за културу (кинески: 北京文化局合 пин'јин: Běijīng wénhuà jú hé).
1998. модерни плес „Црвено и црно“ (кинески: 红与黑 пин'јин: hóng yǔ hēi) осваја награду „Венхуа“ (кинески: 文华 пин'јин: Wénhuá) Министарства културе.
Године 1999., Ђин оснива прву приватну плесну компанију „Плесни театар Ђин Синг„ (кинески: 金星舞蹈团 пин'јин: Jīn Xīng wǔdǎo tuán) у Шангају, а 2000. године се сели у Шангај.
Године 2002. одлази у Јужну Кореју да би глумила у научно-фантастичном филму: „Ускрснуће девојчице са шибицама“ (кинески: 卖火柴女孩的再临 хангул：성냥팔이소녀의재림) .
Године 2005. одлази на Тајланд да би глумила у филму „Ратникова освета“ (кинески: 冬蔭功 пин'јин: Dōng yīn gong) .
Године 2011., „ТВ Стар“ (кинески: 星空卫视 пин'јин: Xīngkōng wèishì) потписује уговор са Ђин за емисију„Венус удара на Марс“ (на кинеском језику Ђин Синг 金星 је хомоним са речју ђинсинг 金星 која значи Венера). Имала је своју личну емисију од 2014—2015. године „Златна звезда“ (на кинеском језику је Ђин хомоним са речју ђин 金 која значи злато, а њено презиме Синг је хомоним са речју синг 星 што на кинеском језику значи звезда) са свеукупно 52 епизоде.

### Породица
Од 2000. године, Ђин Синг је усвојила троје деце, најстарији син је Дуду (кинески: 嘟嘟 пин'јин: Dūdū), ћерка Нини (кинески: 妮妮 пин'јин: Nīnī), и најмлађи син Сијао санер (кинески: 小三儿 пин'јин: Xiǎosān er). 1. фебруара 2005. године се удаје за немца Хајнц Герд Оидтмана (рођен 11. април 1968) у свом родном граду Шенјангу.

### Контрoверза
У 2015. години Ђин је интервјуисао недељник "Southern Weekly"( кинески: 南方周末 пин'јин: Nánfāng Zhōumò). Њени ставови: "Постоје разлози зашто су жене инфериорније од мушкараца", и "У патријархалном друштву жене морају добро да знају шта им је задатак", као и многе друге изјаве су изазвале велике полемике на интернету. Њена промена пола је тешко прихваћена од стране јавности.

## Значајна дела
| Година | Место    | Дела                                                                             |
| ------ | -------- | -------------------------------------------------------------------------------- |
| 1989.  | Америка  | Уплакани змај (кинески: 哭龙 пин'јин: Kū lóng)                                   |
| 1990.  | Америка  | Бели ветар (кинески: 白风 пин'јин: Bái fēng)                                     |
| 1991.  | Америка  | Полусан (кинески: 半梦 пин'јин: Bàn mèng)                                        |
| 1991.  | Италија  | Гејша (кинески: 艺伎 пин'јин: Yìjì)                                              |
| 1992.  | Белгија  | Кораци (кинески: 脚步 пин'јин: Jiǎobù)                                           |
| 1993.  | Пекинг   | Ко кога гледа (кинески: 谁看谁 пин'јин: Shéi kàn shéi)                           |
| 1994.  | Шангај   | Плаветнило (кинески: 蓝色风情 пин'јин: Lánsè fēngqíng)                           |
| 1994.  | Шангај   | У једном даху (кинески: 一口气 пин'јин: Yī kǒuqì)                                |
| 1995.  | Ласа     | Понуда (кинески: 献 пин'јин: Xiàn)                                               |
| 1996.  | Пекинг   | Црвено и црно (кинески: 红与黑 пин'јин: Hóng yǔ hēi)                             |
| 1997.  | Пекинг   | Сунцокрети (кинески: 向日葵 пин'јин: Xiàngrìkuí)                                 |
| 1999.  | Шангај   | Павиљон божура (кинески: 牡丹亭 пин'јин: Mǔdan tíng)                             |
| 2001.  | Шангај   | Далека садашњост (кинески: 永远的现在时 пин'јин: Yǒngyuǎn de xiànzài shí)        |
| 2002.  | Шангај   | Од истока до запада (кинески: 从东到西 пин'јин: Cóng dōng dào xī)                |
| 2003.  | Шангај   | Шангајски танго (кинески: 上海探戈 пин'јин: Shànghǎi tàngē)                      |
| 2007.  | Енглеска | Тако близу а тако далеко (кинески: 这么远，那么近 пин'јин: Zhème yuǎn nàme jìn ) |

## ТВ емисије
| Година | Име емисије                                                                             | Улога            |
| ------ | --------------------------------------------------------------------------------------- | ---------------- |
| 2012.  | Венера удара на Марс (кинески: 金星撞火星 пин'јин: Jīn Xīng zhuàng huǒxīng)             | Водитељ          |
| 2016.  | Састанак на слепо у кинеском стилу (кинески: 中国式相亲 пин'јин: Zhōngguó shì xiāngqīn) | Водитељ          |
| 2016.  | Најважније за вечерас (кинески: 今夜百樂門 пин'јин: Jīnyè bǎi lè mén)                   | Водитељ, глумица |

## ТВ драме
| Име програма                                                                    | Улога  |
| ------------------------------------------------------------------------------- | ------ |
| Моја богиња моја мајка (кинески: 我的女神我的媽 пин'јин: Wǒ de nǚshén wǒ de mā) | Лептир |

## Филмови
| Година | Име филма                                                                                                   | Улога |
| ------ | --- | ----- |
| 2005.  | Ускрснуће девојчице са шибицама (кинески: 賣火柴的小女孩的復活 пин'јин: Mài huǒchái de xiǎo nǚhái de fùhuó) | Лала  |
| 2008.  | „Ратникова освета“ (кинески: 冬蔭功 пин'јин: Dōng yīn gong)                                                 | Ружа  |
| 2014.  | Мајстор раскида (кинески: 分手大師 пин'јин: Fēnshǒu dàshī)                                                  | Гост  |

## Остало
| Година | Канал                 | Програм                                                                   | Улога  |
| ------ | --------------------- | ------------------------------------------------------------------------- | ------ |
| 2011.  | ТВ Џђијанг (浙江卫视) | Несвакидашње (кинески: 非同凡响 пин'јин: Fēi tóng fánxiǎng )              | Судија |
| 2013.  | ТВ Оријент (东方卫视) | Мама миа (кинески: 媽媽咪呀 пин'јин: Māmā mī ya )                         | Судија |
| 2013.  | ТВ Оријент            | Значи мислиш да умеш да играш (кинески: 舞林争霸 пин'јин: Wǔ lín zhēngbà) | Судија |
| 2015.  | ТВ Анхуи (安徽卫视)   | Супер говорник (кинески: 超级演说家 пин'јин: Chāojí yǎnshuō jiā)          | Судија |